# 松林うらら
松林 うらら（まつばやし うらら、1993年3月13日 - ）は、日本の女優、プロデューサー。
東京都大田区出身。昭和女子大学人間文化学部歴史文化学科卒業。

## 略歴・人物
東京都大田区生まれ。昭和女子大学附属昭和中学校・高等学校を経て、昭和女子大学人間文化学部歴史文化学科へ進学し、2015年に卒業。
映画好きの両親の影響で幼少期から映画の世界に魅了され、映画『夢』に感銘を受けて黒澤明監督に憧れを抱く。中学3年生の時に女優を志し、高校3年生の時に演劇養成所に入所。高校を卒業後、事務所に所属して演技学校「映画24区スクール」で演技を学ぶ。
18歳でスカウトされモデルとして活動を開始。2012年、映画24区プロデュース映画『1＋1＝1 1（イチタスイチハイチイチ）』のオーディションで主演に抜擢されスクリーンデビュー。
2017年、『飢えたライオン』（緒方貴臣監督）に主演。同作は東京国際映画祭でワールドプレミア上映され、その後、ロッテルダム映画祭など数多くの映画祭で絶賛される。
2020年には第15回大阪アジアン映画祭において初プロデュース作品の『蒲田前奏曲』がクロージング作品として上映され、自身もコンペティション部門国際審査委員として選出された。俳優だけでなく、プロデューサーとしても活躍の幅を広げている。
身長は163cm。スリーサイズはB81cm、W60cm、H87cm。靴のサイズは24.5cm。

## 出演

### 映画
- 1+1=11（イチタスイチハイチイチ）（2012年、監督：矢崎仁司） - 主演・木元優依 役
- SANFI（2014年、監督：久保真如） - 主演・リナ 役
- バースデーカード（2016年、監督：吉田康弘） - 主人公の友人 役
- 僕らのごはんは明日で待ってる（2017年、監督：市井昌秀） - OL 役
- 燃えよ電エース（2017年、監督：河崎実）
- 飢えたライオン（2018年、監督：緒方貴臣） - 主演・杉本瞳 役[注 1][8]
- 21世紀の女の子 「回転てんことどりーむ母ちゃん」（2019年、企画・プロデュース：山戸結希、監督：山中瑶子） - 美々 役
- 蒲田前奏曲（2020年、プロデュース：松林うらら、監督：中川龍太郎 / 穐山茉由 / 安川有果 / 渡辺紘文） - 蒲田マチ子 役
- 愛のまなざしを（2021年、監督：万田邦敏、アシスタントプロデューサー：松林うらら） - 水野菜々子 役
- 雛鳥（2021年、監督：泉絵理子）- 早坂沙織 役
- 緑のざわめき (2023年9月1日、監督：夏都愛未） - 保奈美 役[9][10]
- ブルーイマジン（2024年3月16日、監督：松林麗） - 巣鴨三千代 役[11]

### 舞台
- Can you believe ファンタスケッチ?（2014年、演劇集団 Z-Lion）
- 明日、rainy Blueで、（2016年、演劇革命企画）
- 熱海殺人事件-ザ・ロンゲスト・スプリング-[12]（2018年1月18日 - 21日、Allen Dramatic literature、作：つかこうへい、演出：鈴木芙美）

### テレビドラマ
- 東京リトル・ラブ（2010年、フジテレビ）
- タンブリング（2010年、TBS）
- 似顔絵捜査官001号（2012年、NHK BSプレミアム）
- 女はそれを許さない 第1話（2014年、TBS） - 女子社員 役
- チア☆ドル（2015年、ABC） - 吉田太一の彼女 役
- ラヴソング（2016年、フジテレビ） - レギュラー社員（靴下に穴があいた女性社員） 役
- 土曜ドラマ『デジタル・タトゥー』 第2話「セカンドチャンス」（2019年、NHK総合）- 岡田マキ 役

### バラエティ
- 痛快TVスカッとジャパン（2016年、フジテレビ） - 『ボウリング』由香 役

### 配信ドラマ
- オンナの噂研究所（BeeTV）

### CM・広告・イメージモデル
- 京扇きもの（2011年）
- 貝印 webCM（2012年）
- ロッテ・ガーナチョコレート「ヴァレンタイン」ポスター（2012年）
- STYLE南青山 webCM（2013年）
- アルビオン 店頭・webCM（2013年）
- 吉利「卒業式レンタル袴」 スチール（2013年 - 2016年）
- 国際文化学園
- GameBank webCM（2015年 - 2016年）
- カフェ英会話「Cafe Eikaiwa 'Nice to meet you'」 webCM（2016年）
- ほけんの窓口グループ（2018年 - ）
- ZOZOTOWN 「KBF＋」
- Tokyo KaleidoscApe 「FAVORITES」
- ヱビスビール「もみじ狩り」編（2018年）
- アフラック生命保険 「エアロビ」篇（2018年）